# Fanny Friedman
Fanny Friedman (21 de febrero de 1926), es una médica y política suazi.
Primera mujer ministra en su país y senadora entre 1987 al 1993.
Trabajó en varias organizaciones no gubernamentales.